# ژازه تباتبایی
ژازه تباتبایی (با نام اصلی سید علی طباطبایی) (۱ فروردین ۱۳۰۵ تهران – ۲۰ بهمن ۱۳۸۶ تهران) نقاش، مجسمه‌ساز، شاعر و نمایش‌نامه‌نویس ایرانی بود. او «نگارخانه هنر جدید» را که از نخستین نگارخانه‌های ایران و یکی از مراکز فرهنگی مهم زمان خود بود تأسیس کرد. ژازه خود نام خویش را «تباتبایی» امضا می‌کرد.
شهرت امروز او بیشتر برای فیگورهای خلاقانه و مجسمه‌های فلزی است که با جفت‌کاری (اَسِمبلاژ) قطعات فلزی ماشین‌آلات صنعتی و اتومبیل‌ها ساخته‌است. سبک او به هنر سقاخانه‌ای نزدیک است و شیر-زن‌ها و خورشیدها از موضوعاتی است که اغلب در کارهای وی تکرار می‌شوند. به همین دلیل از او به همراه تنی چند از نقاشان معاصر ایرانی به عنوان پیشگامان مکتب سقاخانه در ایران یاد می‌شود که در اوایل دهه چهل شمسی شکل گرفت و شاید نخستین مکتب نقاشی منسجم ایرانی باشد.

## زندگی

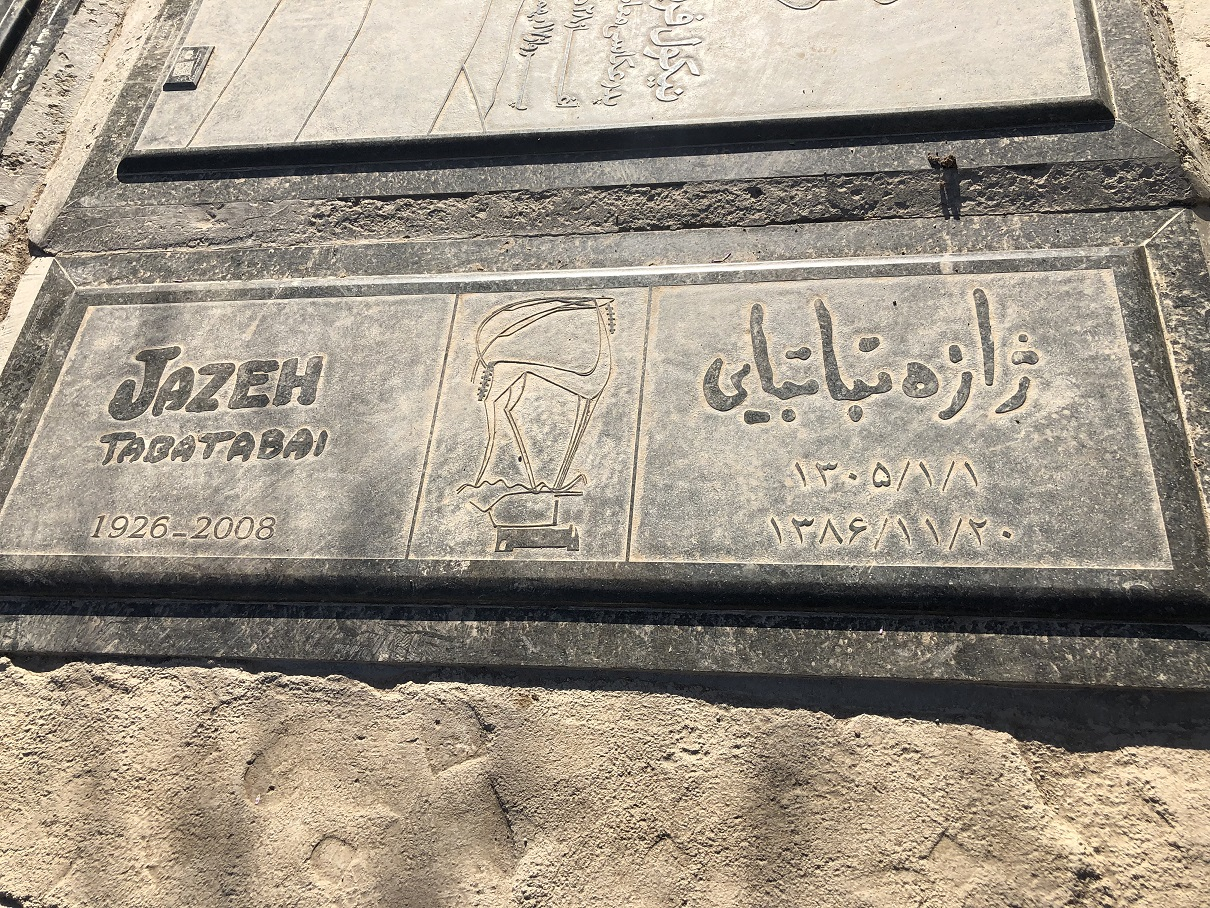
قبر تباتبایی در قطعه هنرمندان بهشت زهرا

ژازه اولین داستان خود را بنام «شن و نی» در دوازده سالگی نوشت و سپس به دیگر رشته‌های هنری دست یازید. سپس نمایشنامه هایی مانند «شکوفه‌های پژمرده»، «لرد چی‌چی یانف»، «جای پا» و «آقاموچول» را نگارش کرده و خود نیز کارگردانی کرد و در «کانون پیشاهنگ» به روی صحنه آورد. در سال ۱۳۲۵ داستان «پسر کوچک» را چاپ نمود.
او در سال ۱۳۲۹ از هنرستان هنرپیشگی دیپلم گرفت و اولین نمایشگاه نقاشی خود را که نقاشی‌هایی با سبک مینیاتور بودند برپا کرد. ژازه تباتبایی در سال ۱۳۳۳ در رشته کارگردانی و مبانی تئاتر در دانشکده ادبیات ایران شاگرد اول شد و نمایش «پیراهن ملوانی» را به صحنه آورد.
در سال ۱۳۳۹ دوره نقاشی را در دانشکده هنرهای زیبا به‌پایان رساند و نگارخانه «هنر جدید» را بنیاد نهاد که اولین نگارخانه در ایران به‌شمار می‌رفت.

## آثار ژازه
آثار نقاشی و مجسمه ژازه در موزه‌ها و کلکسیونهای شخصی مانند موزه لوور در پاریس، موزه متروپولیتن نیویورک، موزه هنرهای معاصر تهران، نگارخانه سیحون در تهران، پریوات کلکسیون در آلمان، مجموعه شخصی فرح پهلوی، مجموعه شخصی امیرعباس هویدا و مجموعه شخصی جیمی کارتر قرار دارند.
آثار ژازه تا کنون در کشورهایی مختلفی از جمله بریتانیا، فرانسه، ایتالیا، یونان، آلمان، ترکیه، هند، چین و آمریکا به نمایش درآمده و ۱۰ جایزه بین‌المللی را از آن او کرده‌است.

## آثار دربارهٔ او
در سال ۱۳۴۶ خسرو سینایی کارگردان سینما فیلمی از آثار ژازه تهیه کرد که «شرح حال» نام دارد در سال ۱۳۷۶ نیز فیلم دیگری با نام «کوچه پاییز» دربارهٔ زندگی این هنرمند ساخت.

## حراج
- حراج تهران، تهران۱۳۹۳[۱۰]
- حراج کریستی، تهران۱۳۹۲[۱۱]
- حراج بونامز، دبی ۱۳۸۷[۱۲]

## سال‌های پایانی عمر
ژازه در سالهای اخیر در کشور اسپانیا زندگی می‌کرد و اوقات کمی از سال در ایران بود. وی در ۲۰ بهمن ۱۳۸۶ در سن ۸۱ سالگی در بیمارستان آتیه تهران درگذشت.